# Phare de Killingholme High
Le phare de Killingholme High est l'un des trois phares situé à South Killingholme sur la rive sud de l'estuaire de Humber, dans le comté du Lincolnshire en Angleterre.
Ce phare est géré par l'autorité portuaire de Grimsby et Immingham.
Il est maintenant protégé en tant que monument classé du Royaume-Uni de Grade II depuis 1985.

## Histoire
Trois phares ont été construits dans l'estuaire de Humber pendant le 19e siècle. Ils ont été utilisés ensemble pour guider des bateaux sur le Humber.
Killingholme High a été reconstruit en 1876, la première station sur le même lieu datait de 1831. C'est une tour ronde en brique de 24 m de haut, avec galerie et lanterne. Le logement du gardien était dans la tour (on voit encore les cheminées dépassées au-dessus du dôme de la lanterne). Tout l'édifice est peint en rouge, sauf la lanterne qui est blanche. La lumière a un plan focal à 21 m au-dessus de la mer et émet une lumière rouge occultante toutes les 4 secondes.
Il est localisé à environ 190 m à de Killingholme South Low sur la rive sud du Humber à South Killingholme.Le site est ouvert, la tour s'est fermée.
Identifiant : ARLHS : ENG-175 - Amirauté : A2440.1 - NGA : 1916 .

## Les deux autres phares
- Killingholme South Low
- Killingholme North Low (Inactif)

|                        |
| Killingholme South Low |

|                        |
| Killingholme North Low |

### Lien connexe
- Liste des phares en Angleterre